# Eberbach-Seltz
Eberbach-Seltz es una localidad y comuna francesa, situada en el departamento de Bajo Rin en la región de Alsacia. Tiene una población de 373 habitantes y una densidad de 90 h/km².